# Papuacedrus papuana
Papuacedrus papuana ist eine Baumart aus der Familie der Zypressengewächse (Cupressaceae) und die einzige Vertreterin der daher monotypischen Gattung Papuacedrus. Es werden zwei Varietäten anerkannt, die sich durch die Form der Blätter junger Triebe und die Größe der Pollenzapfen unterscheiden. Ihr natürliches Verbreitungsgebiet liegt auf Neuguinea und den Molukken. Das Holz wird häufig als Konstruktionsholz für den Hausbau verwendet.

## Beschreibung
Papuacedrus papuana bildet 20 Meter hohe Bäume, selten erreichen sie auch Wuchshöhen von 50 Metern. Sie sind immergrün und einhäusig getrenntgeschlechtig. Der Stamm ist meist monopodial, eher dünn mit Brusthöhendurchmesser von 60 Zentimeter. Die Borke ist häufig spiralig verdreht, hell braun, später grau, und blättert in Schuppen oder Streifen ab. Die Äste geschützter, junger Bäume sind kurz und waagrecht. Bäume aus Bergwäldern haben aufrecht stehende, lange Äste und konische bis schirmförmige Kronen. Beblätterte Zweige stehen meist in dichten Fächern, Endzweige sind meist etwas kürzer und völlig mit flachen Blättern bedeckt.

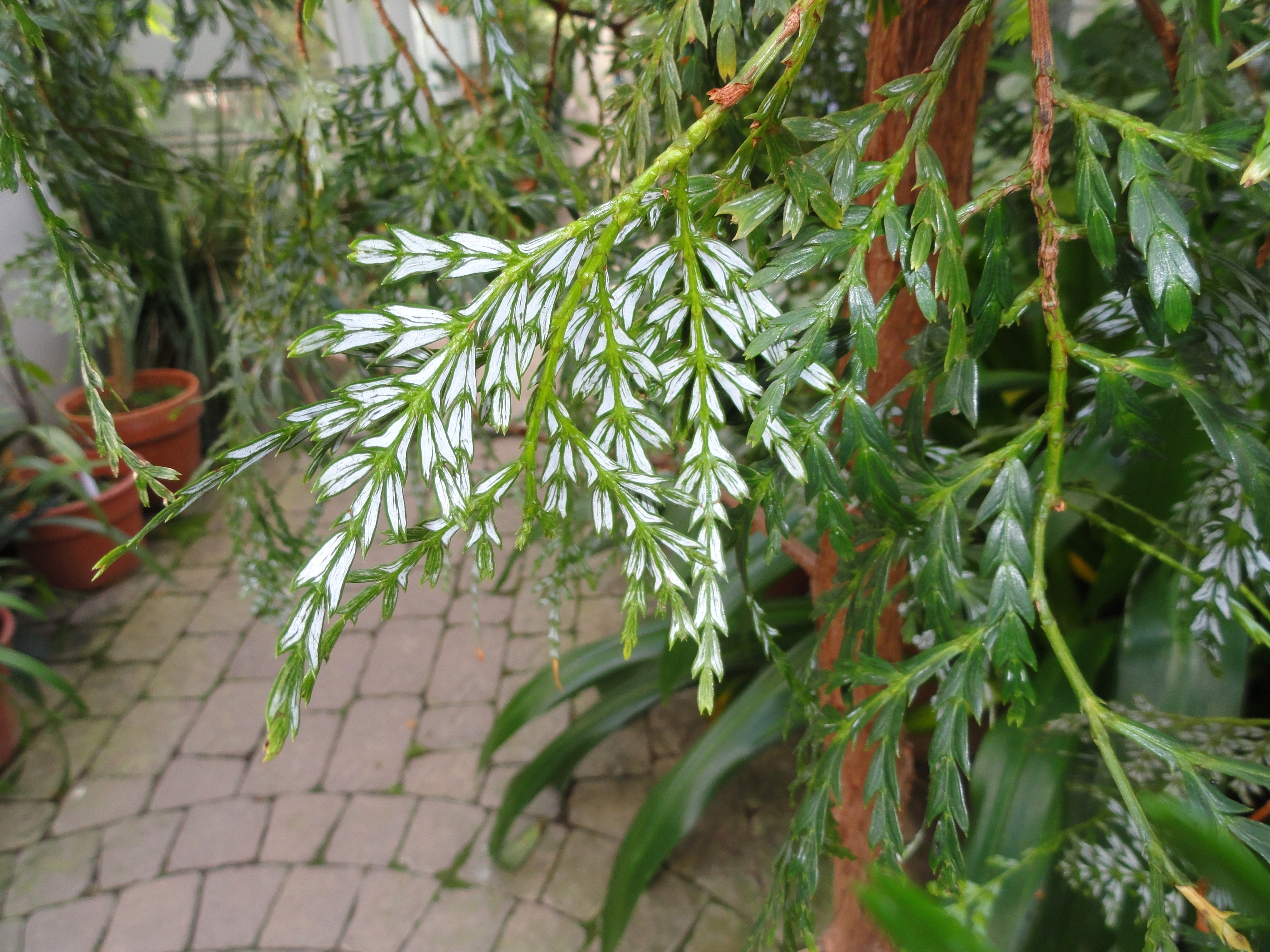
Papuacedrus papuana

Die Blätter der äußeren Zweige sind schuppenartig und entweder in Wirteln aus vier Blättern oder kreuzgegenständig angeordnet. Die dachziegelartigen Blätter sind zweigestaltig als Flächenblätter und Kantenblätter ausgebildet. Die Flächenblätter sind deutlich schmäler, an älteren Ästen etwa 1 Millimeter lang und bis zu 8 Millimeter an Jungtrieben. Sie haben eine rhombische bis lanzettliche Form, sind gekielt und scharf zugespitzt. Die Kantenblätter sind lanzettlich oder länglich, beidseitig abgeflacht, üblicherweise 2 bis 3 Millimeter, an Jungtrieben bis zu 20 Millimeter lang und ganzrandig. Die Farbe der Blätter ist glänzend olivgrün bis dunkelgrün, die Spaltöffnungsstreifen sind weißlich grün.
Die Pollenzapfen stehen einzeln an den Enden von Zweigen. Sie werden 6 bis 25 Millimeter lang, erreichen Durchmesser von 2 bis 3 Millimeter und haben zylindrische Form. Je Zapfen werden 8 bis 30 schildförmige Mikrosporophylle mit zwei bis sechs, meist jedoch vier Pollensäcken gebildet, die kreuzgegenständig oder in Wirteln zu vieren angeordnet sind. Die Samenzapfen stehen an oder nahe den Enden von zwei bis 10 Millimeter langen Zweigen. Sie haben rhombische, spitze Zapfenschuppen, werden 8 bis 18 Millimeter lang und haben im geschlossenen Zustand Durchmesser von 5 bis 8 Millimeter. Sie sind anfangs grün und ändern später ihre Farbe über weißlich grün und braun zu dunklem schwarzbraun. Die Deckschuppen wachsen in zwei kreuzgegenständig stehenden Paaren, wobei das basale Paar eine Länge von 4 bis 7 Millimeter und eine Breite von 2 bis 5 Millimeter aufweist. Es ist an der Basis am breitesten und gekrümmt. Das obere Paar ist mit einer Länge von 7 bis 17 Millimeter und einer Breite von 3 bis 7 Millimeter deutlich größer, elliptisch und mittig am breitesten. Je Zapfen werden zwei bis vier rotbraune, schief-eiförmige Samen gebildet, die 2 bis 5 Millimeter lang und 1 bis 3 Millimeter breit werden. Jeder Same hat zwei dünne Samenflügel an gegenüberliegenden Seiten. Der größere Flügel ist 4 bis 7 Millimeter lang und 2 bis 5 Millimeter breit, der kleinere ist oft zu einem Streifen reduziert, 1 bis 2 Millimeter breit und gelblich braun durchscheinend.

## Verbreitung und Ökologie
Das natürliche Verbreitungsgebiet der Art liegt auf den Molukken und auf Neuguinea. Dort findet man sie in Höhen von 900 bis 3600 Metern, selten ab 620 und bis 3800 Metern, in verschiedenen Waldzonen vom tropischen Regenwald bis zur subalpinen Buschzone. Am häufigsten ist sie im Wolken- und Nebelwald in Höhen von 1500 Metern bis zur Waldgrenze. Im tropischen Regenwald findet man sie verstreut zusammen mit Vertretern beispielsweise der Kasuarinen (Casuarina), der Scheinkastanien (Castanopsis), Cinnamomum, Engelhardia, Halfordia, Lithocarpus, Schizomeria und Xanthostemon. In höheren Gebieten wächst sie zusammen mit Scheinbuchen (Nothofagus), Cryptocarya und Kirschmyrten (Eugenia). Papuacedrus papuana bildet zusammen mit der Neuguinea-Araukarie (Araucaria cunninghamii var. papuana) oder häufiger mit Vertretern der Harzeiben (Dacrydium) und Steineiben (Podocarpus) oder Phyllocladus hypophyllus von Koniferen dominierte Wälder. Diese Wälder werden oft von durch Feuer verursachte Grasflächen mit Silberhaargras (Imperata cylindrica) und einer Randzone aus Heidekrautgewächsen (Ericaceae) und Baumfarnen (Cyatheales) umgeben. Die jährliche Niederschlagsmenge im Verbreitungsgebiet ist meist hoch und jahreszeitabhängig und erreicht Werte von bis zu 4000 Millimetern. In niederen Höhen findet man die Art meist auf basischen Böden, in höheren Lagen oft auch auf sauren und wasserdurchtränkten Böden und die Bäume wachsen häufig verkümmert.
In der Roten Liste der IUCN wird Papuacedrus papuana als nicht gefährdet („Lower Risk/least concern“) geführt. Es wird jedoch darauf hingewiesen, dass eine neuerliche Überprüfung der Gefährdung nötig ist.

## Systematik und Forschungsgeschichte
Papuacedrus papuana ist die einzige Art aus der daher monotypischen Gattung Papuacedrus in der Familie der Zypressengewächse (Cupressaceae). Die Erstbeschreibung erfolgte 1889 durch den deutsch-australischen Botaniker Ferdinand von Mueller in den Transactions of the Royal Society of Victoria als Libocedrus papuana (Basionym). Damit stellte er die Art in die heute nicht mehr anerkannte Gattung Libocedrus. Li Hui Lin ordnete die Art 1953 im Journal of the Arnold Arboretum einer eigenen Gattung Papuacedrus zu. Der Gattungsname leitet sich von Papua einen Ausdruck für Neuguinea, auf der die Art vorkommt, und von cedrus für Zedern (Cedrus) ab. Das Artepitheton papuana verweist ebenfalls auf Neuguinea.
Es werden zwei Varietäten unterschieden:
- Papuacedrus papuana var. papuana: Jungtriebe junger Bäume haben weit von der Basis (bis zu 6 Millimeter) abstehende, sichelförmig gebogene Kantenblätter mit hochgerichteter oder zurück gebogener Spitze. Die Flächenblätter sind ebenfalls jedoch weniger abstehend. Die Pollenzapfen werden 6 bis 15 Millimeter lang und haben bis zu 16 kreuzgegenständig oder in Wirteln angeordnete Mikrosporophylle. Die Varietät kommt nur auf Neuguinea vor. Obwohl das Holz stark genutzt wird, gibt es noch reichliche Bestände, das Vorkommen ist nicht gefährdet.
- Papuacedrus papuana var. arfakensis (Gibbs) R.J.Johns: Jungtriebe junger Bäume haben nur bis zu 3 Millimeter von der Blattbasis abstehende Kantenblätter. Die Flächenblätter ähneln denen älterer Bäume sind jedoch größer. Die Pollenzapfer erreichen Längen von 15 bis 25 Millimeter und enthalten bis zu 30 in Wirteln angeordnete Mikrosporophylle. Das Verbreitungsgebiet der Varietät liegt auf den Molukken, der Vogelkop-Halbinsel und dem Sudirman-Gebirge auf Neuguinea. Das Verbreitungsgebiet ist sehr groß jedoch unzusammenhängend. Auch wird das Holz für den Hausbau stark genutzt, besonders in der Gegend um die Paniai-Seen (ehemals Wisselseen) auf Neuguinea. Es wird daher angenommen, dass die Bestände rückgängig sind. Die größten Bestände gibt es wahrscheinlich noch im Arfakgebirge auf Neuguinea. Die Varietät wird daher als gering gefährdet („near threatened“) eingestuft[6].[7]

Die Unterschiede zwischen den Varietäten in der Morphologie der Blätter treten nur bei Jungtrieben junger Bäume auf. Es gibt auch Übergangsformen zu den Blättern älterer Bäume. Das Verbreitungsgebiet der beiden Varietäten überschneidet sich in Neuguinea, und die Varietäten könne in vielen Herbarbelegen ohne Pollenzapfen nicht unterschieden werden. Daher werden sie von manchen Botanikern, beispielsweise von Pieter van Royen, nicht anerkannt.

## Verwendung
Das Holz wird häufig als Konstruktionsholz für den Hausbau verwendet, die faserige Borke wird in manchen Gegenden für Dächer und als Isolationsmaterial genutzt. Die Art wird nur selten kultiviert, einzelne Bäume werden jedoch an dörflichen Tanzplätzen gepflanzt. Nur wenige botanische Gärten haben Vertreter von Papuacedrus papuana.

## Nachweise